# Kronberger 61
Kronberger 61, también conocida como "balón de fútbol", es una nebulosa planetaria descubierta por un astrónomo aficionado en enero de 2011, cuyas imágenes más recientes fueron tomadas por el Observatorio Gemini. La nebulosa lleva el nombre del austriaco Mattias Kronberger, miembro del grupo de aficionados Deep Sky Hunters. Se calcula que el objeto se encuentra a 13.000 años luz de distancia. Descubrieron la nebulosa mientras buscaban cerca de la constelación septentrional de Cygnus. Se espera que el descubrimiento contribuya a resolver un debate que dura décadas, relativo al papel de las compañeras estelares en la formación y estructura de las nebulosas planetarias.
La nebulosa se encuentra dentro de un área relativamente pequeña, que actualmente está siendo monitoreada por la misión Kepler de la NASA para la búsqueda de planetas y la luz de la nebulosa se debe principalmente a las emisiones del oxígeno doblemente ionizado.